# Germans Bécquer

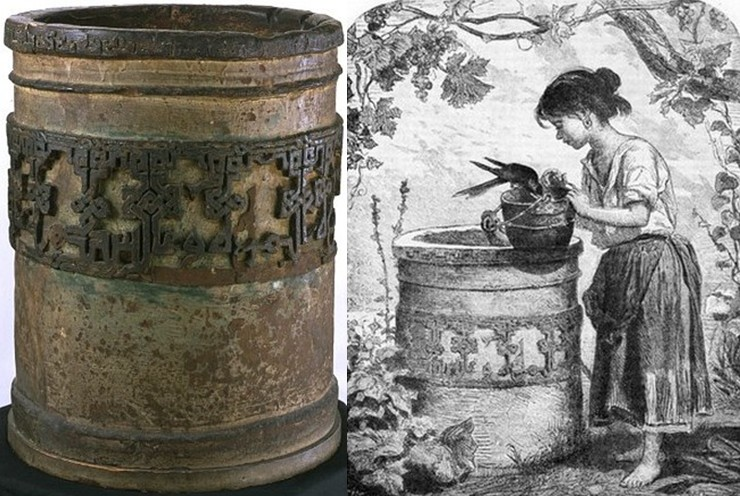
El brocal del pou de la casa dels germans Bécquer, en Toledo.

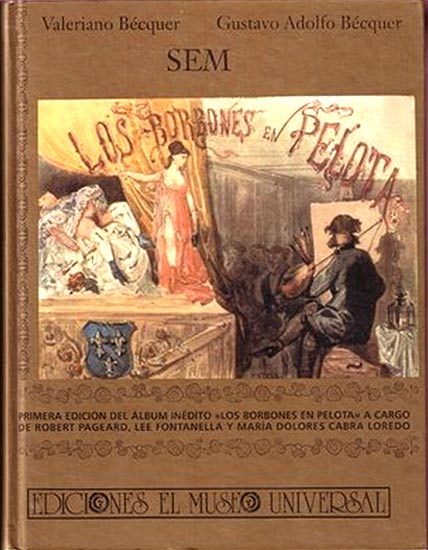
Los Borbones en pelota

Els germans Bécquer van ser dos artistes romàntics espanyols de mitjan segle xix, pertanyents a una família sevillana, fills del pintor José Domínguez Bécquer. Foren:
- Gustavo Adolfo Bécquer, poeta.
- Valeriano Domínguez Bécquer, pintor.

A més de la seva obra per separat, conjuntament van escriure i van il·lustrar gran quantitat d'articles en revistes i altres publicacions de l'època. Se'ls atribueix també un llibre satíric, inèdit fins a 1990, denominat Los Borbones en pelota.
Un carrer del barri de Salamanca de Madrid (lateral a l'Ambaixada dels Estats Units d'Amèrica) porta el nom d'Hermanos Bécquer.